# Aleksei Aleksàndrovitx

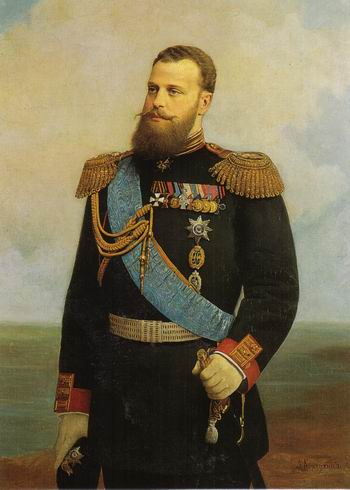
El gran duc Aleix, segons un retrat d'Aleksei Korzukhin

El Gran Duc Aleksei Aleksàndrovitx Romànov (Sant Petersburg, 14 de gener de 1850 -París, 14 de novembre de 1908), també conegut com a Aleix de Rússia, va ser el sisè fill i el quart home del tsar Alexandre II de Rússia i de la tsarina Maria de Hessen-Darmstadt. Destinat a la carrera naval, Aleksei Aleksàndrovitx començar el seu entrenament militar a l'edat de 7 anys. Als 20 va ser nomenat tinent de l'Armada Imperial Russa i havia visitat tots els ports militars de l'Imperi. El 1871 va ser enviat com a ambaixador de bona voluntat als Estats Units i Japó.
El 1883 va ser nomenat almirall general. Va tenir una important contribució a l'equipació de l'armada russa amb nous vaixells i en la modernització dels ports navals. El 1905, després de la derrota a la batalla de Tsushima va ser rellevat del seu comandament. Moriria a París el 1908.